# Ernest in the Army
Ernest in the Army är en amerikansk långfilm från 1998 i regi av John R. Cherry III.

## Om filmen
Ernest in the Army var den enda av filmerna om Ernest som inte regisserades av John R. Cherry III. 

## Rollista i urval
- Jim Varney - Ernest P. Worrell